# حمار كوتنتين
حمار كوتنتين (بالفرنسية: Âne du Cotentin) هو سلالة حمير محلية من شبه جزيرة كوتنتين ، في إقليم المنش ، في منطقة نورماندي السفلى في شمال غرب فرنسا. غالبا ما تم العثور عليه في تلك المنطقة، لكنه ينتشر في معظم أنحاء شمال غرب فرنسا. كان يستخدم في الماضي كحيوان حمل في العمل الزراعي، وخاصة لحمل أوعية الحليب، ويستخدم الآن في الرياضات الترفيهية والسياحة. تم الاعتراف بالسلالة من قبل وزارة الزراعة الفرنسية في عام 1997. يتم الاحتفاظ بسجل النسب من قبل جمعية "حمار كوتنتين"، وهي جمعية من المربيين.